# 約翰·希庫斯
約翰·希庫斯（英語：John Shimkus；1958年2月21日—）是美國的一位政治人物。自2013年開始，他是伊利諾州第15選舉區選出的美國眾議院議員。他的黨籍是共和黨。他是一位立陶宛人後裔。